# Boukhrisse
Boukhrisse  (in arabo بوخريص‎?) è un centro abitato e comune rurale del Marocco situato nella provincia di Khouribga, regione di Béni Mellal-Khénifra. Conta una popolazione di 5 204 abitanti (censimento 2014).